# 金甫娥
金甫娥（韓語：김보아，1987年1月14日—）是大韓民國的歌手、聲樂指導老師與詞曲創作者。2012年以B2M Entertainment推出的流行女子組合SPICA出道，為五位成員之一同時擔任隊長一職。由於她不凡的音樂歷程一出道就備受各界關注，大眾亦因此稱呼她為「女版K.Will」。

## 經歷

### 出道前
金甫娥於韓國出生，為家中長女下有一位弟弟。在未正式出道前金甫娥已是位在韓國音樂圈中小有名氣的音樂人，在進入現今的經紀公司前，她任職於韓國知名Sweetune音樂工作室，以韓國知名作曲家金道勛和李相浩（이상호）等認證的歌唱實力為許多藝人及組合合聲、指導聲樂與Rap製作活動過很長的時間，其中合作的對象有李孝利、少女時代、KARA、4minute、After School、T-ara、Infinite、歌謠界的教母-Insooni等，合作的歌曲包含了李孝利的「Toc Toc Toc」合聲；T-ara造成熱潮的「Roly-Poly」、「Lovey Dovey」等也都有她的聲音存在，期間也參與RAINBOW、KARA、After School、Zia等的詞曲創作。但這樣地奔波生活與重複演唱著不是自己歌曲的壓力讓她感到沮喪就在想要放棄的時候，透過親近的作曲家引薦進入B2M Entertainment後順利地結束五年練習生活以組合《SPICA》出道。

### SPICA時期
出道後因長期與KARA合作熟識，在2012年2月19日現身〈KARA The Asia Tour－KARASIA〉演唱會一同演出。而通過2012年5月22日SBS-強心臟播出內容得知，她亦曾與IU同屬Loen Entertainment共同度過一段艱辛的練習生活，並坦承整型事實現場公開與現今面貌不同的高中畢業照，聲言「要對自己的相貌負責」的她表示：「我的鼻子曾動手術，搭配減重後才變美。」

### 2016年
10月18日參加了嘻哈選秀節目《嘻哈民族2》。

## 音樂活動
金甫娥自2007年擔任李孝利單曲《If in Love...Like Them》「Toc Toc Toc」合音開始，皆陸續參與許多歌手與組合的音樂製作。2008年以個人名義發行首張數位單曲，2012年起便以組合SPICA的名義持續推出作品。因此以個人名義發行的作品數僅一枚，但個人參與製作的作品數不勝枚舉。以下為金甫娥到目前為止發行及製作的音樂作品（本資料統計至2013年3月）：

### 幕後
| - 2007年 李孝利 單曲《If in Love...Like Them》「Toc Toc Toc」合音 - 2007年 Seong A 正規1輯《A Memory of Love》「幻想童話」和聲 - 2007年 李秀英 正規8輯《放下》「傻傻的」、「短髮」和聲 - 2007年 林正姬 正規3輯《Before I Go J-Lim》「離別宣言」和聲 - 2007年 李承煥 迷你1輯《朦朧》「初戀」、「jingle ha-day」和聲 - 2008年 徐真英 迷你1輯《星星的眼淚》「星星的聲音」和聲 - 2008年 Mario 正規1輯《Time To Mario》「Superman」和聲 - 2008年 高潤荷 正規2輯《SOMEDAY》「Gossip Boy」和聲 - 2009年 IU 正規1輯《Growing Up》「Boo」和聲 - 2009年 Ivy 正規3輯《I Be..》「Good」和聲 - 2011年 F(x) 正規1輯《Pinocchio》「愛」和聲 - 2013年 Eric Nam 迷你1輯《CLOUD 9》「天國之門（Heaven's Door）」和聲 - 許永生 - 2011年 迷你1輯《Let It Go》「Let It Go」和聲 - 2013年 迷你3輯《LIFE》「誘惑的藝術」和聲 - G.NA - 2010年 迷你1輯《Draw G's First Breath》「我會離開 你就好好過吧」和聲 - 2011年 正規1輯《Black & White》「Black & White 」和聲 - Jewelry - 2008年 正規5輯《Kitchi Island》「你是你 我是我」、「One more time」和聲 - 2009年 正規6輯《Sophisticated》「Oops」和聲 - 少女時代 - 2008年 正規1輯改版《Baby Baby》「Baby Baby」和聲 - 2010年 正規2輯改版《Run Devil Run》「Echo」和聲 - Kara - 2008年 迷你2輯《Pretty Girl》「Pretty Girl」和聲 - 2008年 單曲《GOOD DAY (Season 2)》「GOOD DAY (Season 2)」和聲 - 2010年 迷你4輯《Jumping》「Love is」、「Jumping」、「Binks」、「Burn」聲樂指導、和聲 - 2010年 迷你4輯《Jumping》「With」和聲 - 2011年 正規3輯《Step》「Step」聲樂指導、和聲、Rap製作 - 2012年 特輯《Kara Solo Collection》（Nicole）「Lost 」和聲 | - 4minute - 2011年 正規1輯《4Minutes Left》「Hide and Seek」、「First」、「Already Gone」、「You Know」、「裝作不知道」、「Heart to Heart」、「魔鏡阿魔鏡」和聲 - T-ara - 2009年 正規1輯《Absolute First Album》「BO PEEP BO PEEP」、「One&One 」合音 - 2010年 正規1輯改版《Breaking Heart》「我真的很痛」合音 - 2010年 迷你1輯《Vol Two Temptastic》「Ma Boo」、「為什麼這樣」、「不知道」合音 - 2011年 迷你2輯《John Travolta Wanna Be》「ROLY-POLY」合音 - 2011年 迷你5輯《FUNKY TOWN》「LOVEY-DOVEY」合音 - Rainbow - 2010年 單曲《A》「A」和聲 - 2010年 單曲《Mach》「Mach」和聲 - 2011年 迷你2輯《So女》「只有你」和聲 - Nine Muses - 2011年 單曲《Figaro》「Figaro」和聲 - 2012年 迷你1輯《Sweet Rendezvous》「TICKET」、「News」和聲 - 2013年 迷你2輯《Dolls》「Dolls」和聲 - Infinite - 2011年 單曲《INSPIRIT》「Nothing's Over」聲樂指導、合音 - 2011年 聖誕數位單曲《白色告白 (Lately)》「白色告白（Lately）」合音 - 2011年 迷你2輯《Evolution》「BTD（Before The Dawn）」合音 - 2011年 正規1輯《Over The Top》「BE MINE」、「三分之一」聲樂指導、合音 - 2011年 正規1輯改版《PARADISE》「Paradise」聲樂指導、合音 - 2012年 迷你3輯《INFINITIZE》「追擊者」合音 - 2013年 迷你4輯《New Challenge》「Man In Love」合音 |

| 韓國音樂著作權協會 （页面存档备份，存于）(KIM BO A 編號：W0880300) - 2008年 星 單曲《Like A Star Showcase》「Kiss Day」填詞 - 2008年 A`ST1 迷你2輯《Dynamite》「Why」填詞 - 2009年 Lena Park 正規7輯《10 Ways To Say I Love You》「Sunday Brunch」填詞 - 2010年 Zia 單曲《壞習慣》（MBC週末連續劇被稱為神的男子 OST）「壞習慣」填詞 - 2011年 After School 正規1輯《Virgin》「Play Ur Love」填詞 - SPICA - 2012年 迷你1輯《Russian Roulette》「火」填詞 - 2012年 迷你2輯《Lonely》「With you」提供詞曲 - Kara - 2008年 迷你2輯《Pretty Girl》「My Darling」填詞 - 2011年 正規3輯《Step》「나는..(ING) (ACOUSTIC VER.) 」提供詞曲 - 2011年 正規3輯《Step》「Step」填詞 - Rainbow - 2009年 迷你1輯《Gossip Girl》「Kiss」填詞 - 2011年 迷你2輯《SO 女》「只有你」填詞 | - 2008年2月4日 數位單曲《김보아（Digital Single）》「Open My Heart」 - 2013年11月27日 數位單曲《가슴이 말해도（Digital Single）》「內心訴說著（Tell It To My Heart）」 - 2007年 OCN電視臺 韓劇《黑幫奶爸》「內心」 - 2013年 SBS電視臺 韓劇《那年冬天，起風了》「Tears Fallin`」 |

## 演出作品
節目演出請參閱：Spica節目演出列表

## 外部連結
- 金甫娥的Instagram帳戶
- 金甫娥的X（前Twitter）
- 金甫娥的Cyworld專頁